# 가고시마 은행
가고시마 은행(鹿児島銀行 가고시마긴코[*])은 일본의 지방은행이다. 가고시마현을 주된 영업 지역으로 하고 있다.